# Италијански стил (неокласицизам)
Италијански стил је био посебна фаза током 19. века у историји класичне архитектуре. Као и паладијанизам и неокласицизам, италијански стил је црпио инспирацију из модела и архитектонског речника италијанске ренесансне архитектуре из 16. века, синтетизујући их са сликовитом естетиком. Стил архитектуре који је тако настао, иако је такође окарактерисан као „неоренесанса“, био је у суштини самосвојан.
Италијански стил је први развио у Британији око 1802. године од стране Џона Неша, изградњом Кронкхила у Шропширу. Ова мала сеоска кућа је опште прихваћена као прва италијанска вила у Енглеској, из које потиче италијанска архитектура касног регенства и ранег викторијанске ере. Италијански стил је даље развио и популаризовао архитекта сер Чарлс Бери 1830-их. Беријев италијански стил (повремено назван „беријески“) је у великој мери привлачио мотиве на зградама италијанске ренесансе, иако је понекад био у супротности са Нешовим полурустичним италијанским вилама.
Стил није био ограничен на Енглеску и коришћен је у различитим облицима, дуго након пада популарности у Британији, широм северне Европе и Британског царства. Од касних 1840-их до 1890. године постигао је огромну популарност у Сједињеним Државама где га је промовисао архитекта Александар Џексон Дејвис.